# 卡爾 (巴登大公)
卡尔·路德维希·弗里德里希（Karl Ludwig Friedrich，1786年7月8日—1818年12月8日），第二任巴登大公，1811年至1818年在位。

## 卡尔·路德维希·弗里德里希的祖辈
| 巴登大公卡尔·路德维希·弗里德里希 | 父亲： 巴登藩侯世子卡尔·路德维希 | 祖父： 巴登大公卡尔·弗里德里希                   | 祖父之父： 巴登-杜拉赫藩侯世子弗里德里希                               |
| 巴登大公卡尔·路德维希·弗里德里希 | 父亲： 巴登藩侯世子卡尔·路德维希 | 祖父： 巴登大公卡尔·弗里德里希                   | 祖父之母： 拿骚-迪茨的安娜·夏洛特·阿玛丽埃                             |
| 巴登大公卡尔·路德维希·弗里德里希 | 父亲： 巴登藩侯世子卡尔·路德维希 | 祖母： 黑森-达姆施塔特的卡洛琳·路易丝            | 祖母之父： 黑森-达姆施塔特领地伯爵路德维希八世                         |
| 巴登大公卡尔·路德维希·弗里德里希 | 父亲： 巴登藩侯世子卡尔·路德维希 | 祖母： 黑森-达姆施塔特的卡洛琳·路易丝            | 祖母之母： 哈瑙-利希滕贝格的夏洛特                                     |
| 巴登大公卡尔·路德维希·弗里德里希 | 母亲： 黑森-达姆施塔特的阿玛丽埃 | 外祖父： 黑森-达姆施塔特领地伯爵路德维希九世     | 外祖父之父： 同祖母之父                                                |
| 巴登大公卡尔·路德维希·弗里德里希 | 母亲： 黑森-达姆施塔特的阿玛丽埃 | 外祖父： 黑森-达姆施塔特领地伯爵路德维希九世     | 外祖父之母： 同祖母之母                                                |
| 巴登大公卡尔·路德维希·弗里德里希 | 母亲： 黑森-达姆施塔特的阿玛丽埃 | 外祖母： 普法尔茨-茨韦布吕肯的卡洛琳，“大女伯爵” | 外祖母之父： 普法尔茨-茨韦布吕肯公爵、比肯菲尔德行宫伯爵克里斯蒂安三世 |
| 巴登大公卡尔·路德维希·弗里德里希 | 母亲： 黑森-达姆施塔特的阿玛丽埃 | 外祖母： 普法尔茨-茨韦布吕肯的卡洛琳，“大女伯爵” | 外祖母之母： 拿骚-萨尔布吕肯的卡洛琳                                   |

## 生平
卡尔是巴登大公卡尔·弗里德里希的长孙。父亲是巴登藩侯世子卡爾·路德維希，卡尔·路德维希于1801年在瑞典旅游时早逝，卡尔成为世孙，并于1806年成为大公世孙。1811年祖父去世后，继位成为巴登大公。
1815年的维也纳会议让巴登大公国巩固了拿破仑战争时代得来的领土，并成为德意志邦联的一个邦国。1817年，由于他没有子嗣，巴登大公国面临没有王位继承人的窘境，他给予卡尔·弗里德里希与路易丝·卡洛琳·格耶尔·冯·格耶尔斯贝格的后代与策林格家族嫡系成员完全相同的继承权，以继承即将绝嗣的大公之位。1818年，巴登通过了一部新的自由主义宪法。

### 卡尔时代历任巴登首相
- 克里斯蒂安·亨利，盖林·冯·阿尔特海姆男爵（Christian Heinrich Freiherr Gayling von Altheim），任期：1810年—1812年
- 卡尔·克里斯蒂安，贝尔克海姆男爵（Karl Christian Freiherr von Berckheim），任期：1812年—1817年
- 西吉斯蒙德·卡尔，赖岑施泰因男爵（Sigismund Karl Freiherr von Reitzenstein），任期：1817年—1818年（第二任期）

## 婚姻和子女

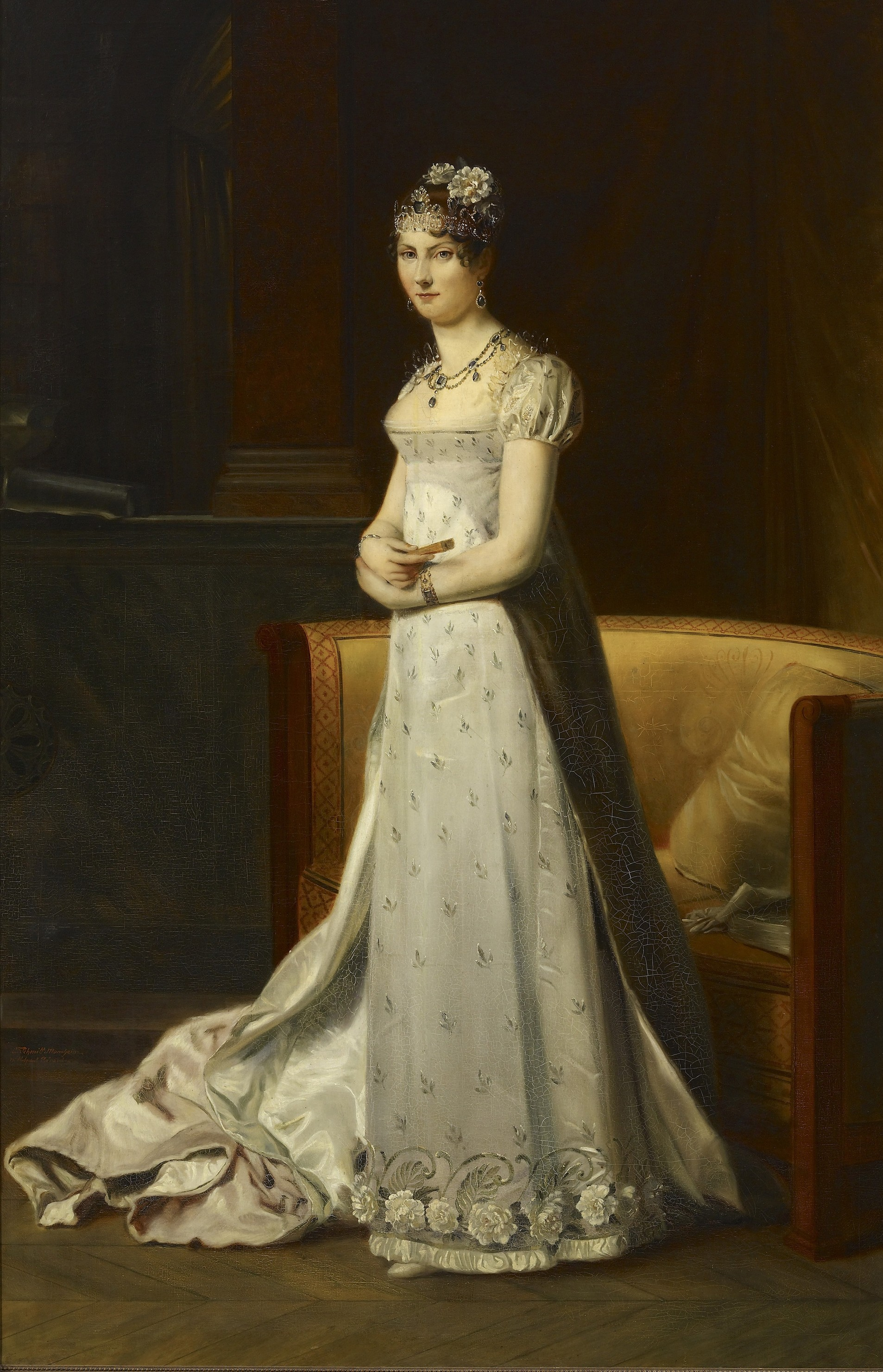
巴登大公夫人史蒂芬妮·德·博阿尔内

1806年4月8日,卡尔在巴黎与欧仁·德·博阿尔内的堂妹史蒂芬妮·德·博阿爾內结婚，婚后二子三女，但两个儿子都早夭。
- 长女路易絲·艾蜜莉·史蒂芬妮（Luise Amelie Stephanie，1811年7月19日-1854年6月5日），1830年嫁给瑞典国王古斯塔夫四世之子古斯塔夫。
- 死产儿（1812年9月29日-10月16日）有一种说法怀疑这个无名的孩子实际是卡斯帕尔·豪泽尔，有人怀疑是卡尔·弗里德里希的第二任妻子路易丝·卡洛琳·格耶尔·冯·格耶尔斯贝格为了卡尔·利奥波德·弗里德里希的继承权用濒临死亡的婴儿将其调换。
- 次女約瑟芬·弗里德莉克·路易絲（Josephine Friederike Luise，1813年10月21日-1900年6月19日），嫁给普鲁士首相、霍亨索伦亲王卡爾·安東，羅馬尼亞的第一位國王卡羅爾一世的母親。
- 次子亚历山大·马克西米利安·卡尔（Alexander Maximilian Carl，1816年5月1日-1817年5月8日）早夭
- 三女瑪麗·阿美莉埃（Marie Amelie Elisabeth Karoline，1817年10月11日-1888年10月18日），嫁给蘇格蘭贵族、第十一代漢密爾頓公爵第十一代漢密爾頓公爵威廉·漢密爾頓。

| 卡爾 (巴登大公) 策林格王朝出生于：1786年7月8日逝世於：1818年12月8日 | 卡爾 (巴登大公) 策林格王朝出生于：1786年7月8日逝世於：1818年12月8日 | 卡爾 (巴登大公) 策林格王朝出生于：1786年7月8日逝世於：1818年12月8日 |
| 統治者頭銜                                                          | 統治者頭銜                                                          | 統治者頭銜                                                          |
| ------------------------------------------------------------------- | ------------------------------------------------------------------- | ------------------------------------------------------------------- |
| 前任者： 卡爾·腓特烈                                                | 巴登大公 1811年–1818年                                              | 繼任者： 路德維希一世                                               |